# Brian Sharples
Brian Sharples (Bradford, 6 settembre 1944) è un ex calciatore inglese, di ruolo centrocampista.

## Carriera
Dopo aver giocato nelle giovanili del Birmingham City viene aggregato alla prima squadra, militante nella prima divisione inglese, nel 1961, all'età di 17 anni; il suo effettivo esordio in competizioni ufficiali avviene tuttavia solamente nella stagione 1962-1963, nella quale gioca 3 partite di campionato e partecipa alla vittoria della Coppa di Lega; nella stagione 1963-1964 non scende mai in campo in incontri di campionato, mentre nella stagione 1964-1965, che si conclude con la retrocessione in seconda divisione, è autore di 2 reti in 19 partite di campionato giocate. Dal 1965 al 1968 trascorre poi tre stagioni consecutive in seconda divisione con i Blues, con i quali mette a segno complessivamente 2 reti in 39 presenze in questa categoria. Gioca poi per un triennio in quarta divisione con la maglia dell'Exeter City, con cui è autore di 4 reti in 68 partite di campionato giocate.
In carriera ha totalizzato complessivamente 129 presenze e 8 reti nei campionati della Football League.

## Palmarès

### Club

#### Competizioni nazionali
- Coppa di Lega inglese: 1

Birmingham City: 1962-1963